# Ezeltje rijden langs het strand
Ezeltje rijden langs het strand is een schilderij van de Nederlandse kunstschilder Isaac Israëls, geschilderd tussen circa 1898 en circa 1900, olieverf op doek, 51 × 70 centimeter. Het toont een zomers strandgezicht met drie ezelrijdende meisjes, gevolgd door een oppasser, geschilderd in een impressionistische stijl. Het werk bevond zich aanvankelijk in de collectie van het echtpaar Drucker-Fraser, werd in 1919 door het echtpaar aan het Rijksmuseum Amsterdam uitgeleend en werd in 1944 aan dit museum nagelaten, waar het zich nog steeds in de collectie bevindt.

## Context
Israëls woonde vanaf 1886 in Amsterdam, maar vanaf het midden van de jaren 1890 ging hij gedurende de zomers vaak terug naar Den Haag, waar zijn vader Jozef woonde. Deze huurde dan meestal een villa van het Oranjehotel te Scheveningen, waar ook Isaac kon logeren. Isaac werd voelde zich altijd bijzonder aangetrokken door het vrolijke leven aan het strand en genoot van het afwisselende licht van zon en zee. In deze periode ontstonden ook de luchtige, los geschetste schilderijen van ezelrijdende kinderen, die uiteindelijk zo karakteristiek zouden worden voor zijn impressionistische stijl.

## Afbeelding
Ezeltje rijden langs het strand toont drie kleine meisjes die ezeltje rijden langs de vloedlijn, matelotjes op het hoofd, gevolgd door een oppasser in blauwe kiel. Het zijn kinderen van kennissen, van links naar rechts Agatha Pauw, Suze Pont en een jonger zusje van Agatha. Israëls probeert vooral de zorgeloze sfeer van de zonnige dag te treffen: de zomerwind, het warme licht en het ruisen van de golven. Ezeltje rijden was toentertijd een populair tijdverdrijf aan het strand.
Het schilderij ademt in alles de preoccupatie van Israëls met de weergave van het zonlicht. Het onderwerp lijkt bijna toevallig. Het is primair een impressie van een zomers moment, met losse, bijna schetsmatige verfstreken weergegeven, zonder veel nadruk op de portrettering. Israëls schilderde vaak snel: 'Vooral niet te veel werken', zie hij ooit, 'niet meer dan twee uur achter elkaar, niet te lang peuteren, dan ben je niet fris meer'.

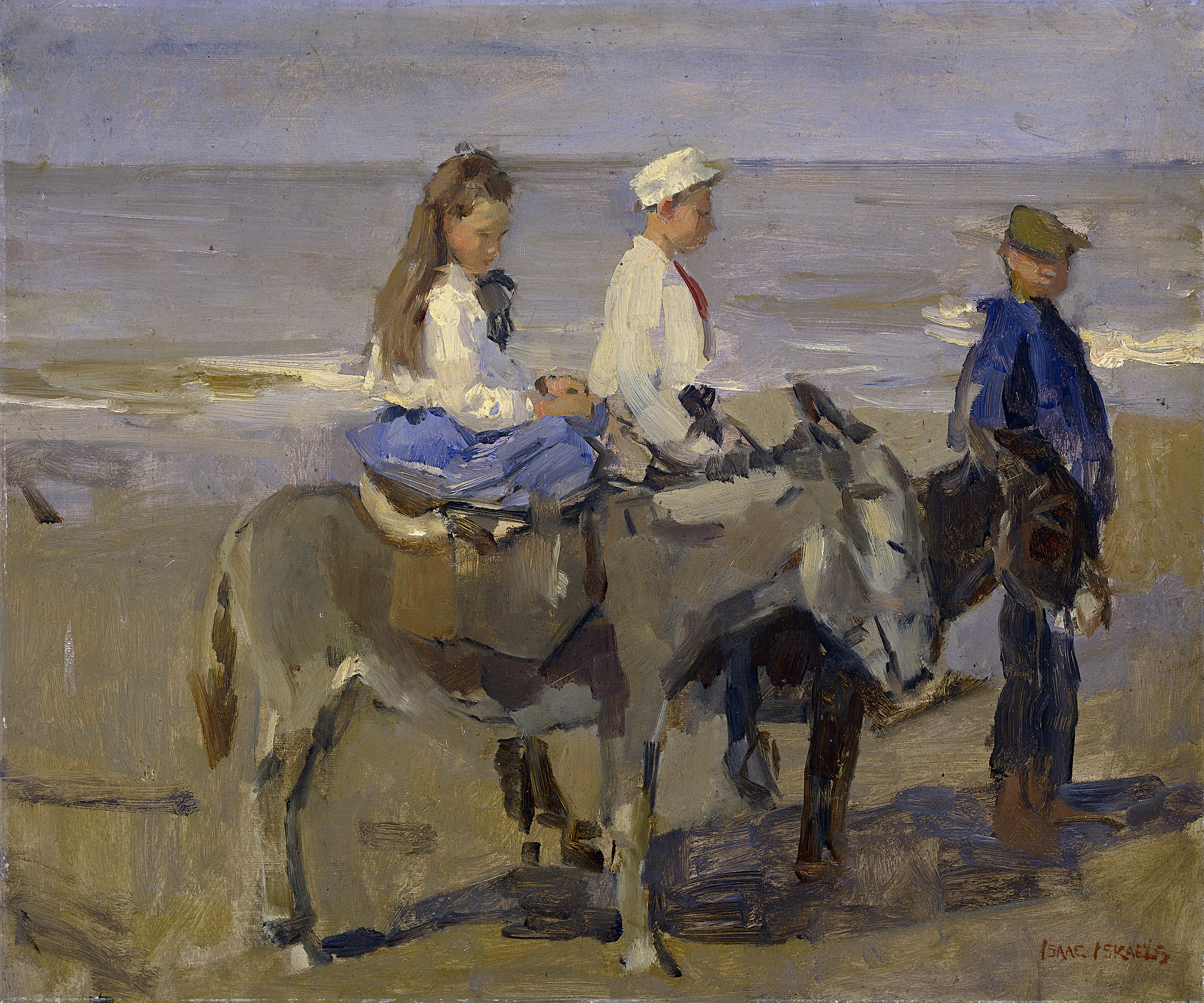
Ander schilderij met hetzelfde thema, zelfde periode, ook in het Rijksmuseum

Niettegenstaande het terloopse karakter van het onderwerp maakte Israëls nog diverse andere werken met hetzelfde thema van ezelrijdende kinderen. Soms wekken ze de indruk van studies of vingeroefeningen. Niettemin zouden deze werken later uitgroeien tot de bekendste uit zijn oeuvre en daarmee uit de impressionistische schilderkunst in Nederland.